# Blumeriella kerriae
Blumeriella kerriae är en svampart som först beskrevs av V.B. Stewart, och fick sitt nu gällande namn av Korf 1971. Blumeriella kerriae ingår i släktet Blumeriella och familjen Dermateaceae.   Inga underarter finns listade i Catalogue of Life.